# Peter Eskilsson
Peter Eskilsson (Billeberga, 28 settembre 1820 – Bremö, 29 gennaio 1872) è stato un pittore e fotografo svedese.

## Biografia
Eskilsson nacque in provincia di Scania in Svezia. I suoi genitori erano Eskil Pehrsson ed Elna Esbjörnsdotter; inizialmente lavorò come sottoufficiale nel Reggimento di artiglieria Göta, e poi come contabile presso Göteborg.
Dopo aver svolto svariati mestieri si trasferì a Stoccolma, fece domanda per entrare nell'Accademia reale svedese di belle arti dove studiò dal 1850 al 1853. Ha debuttato nel 1853 alla mostra dell'Accademia. Grazie all'aiuto di Bengt Erland Dahlgren (1809-1876), che era un membro dell'Accademia di Belle Arti, riuscì nel 1853 ad andare a Düsseldorf, dove ha studiato sotto la guida di Adolph Tidemand, la principale personalità della pittura norvegese formatosi in Danimarca e in Germania.
Tornato in patria intorno al 1859, si stabilì a Stoccolma dove lavorò anche come fotografo e gestì uno studio fotografico.
A Stoccolma si fece conoscere come pittore di genere con una produzione di gustose rievocazioni della vita popolare svedese.
Partecipò alla mostra d'arte scandinava a Stoccolma nel 1866. Diventò socio dell'Accademia reale svedese delle arti nel 1866, e morì a Bremö, vicino Sigtuna, nel 1872.

## Opere

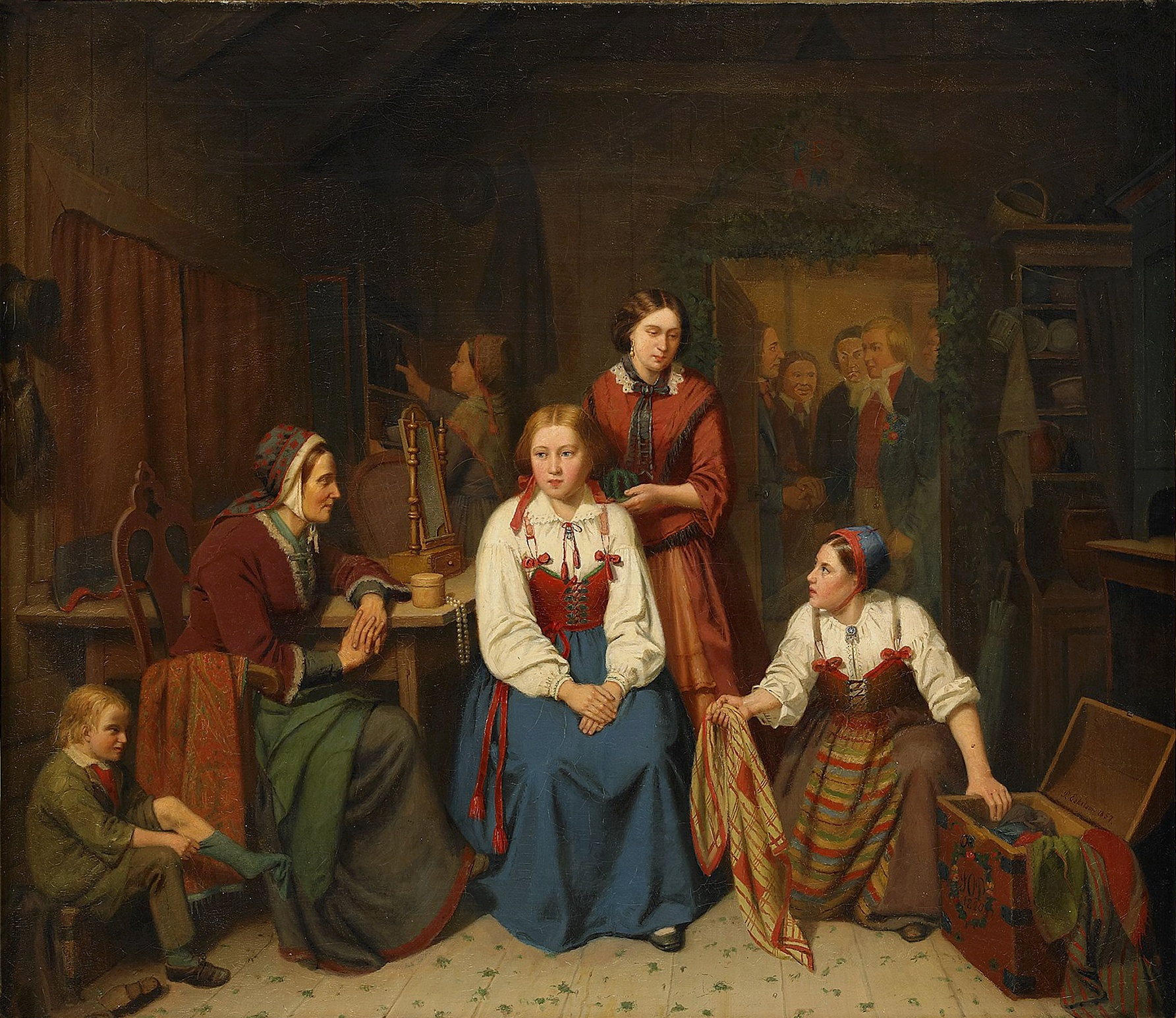
Preparativi per il matrimonio, (1857).
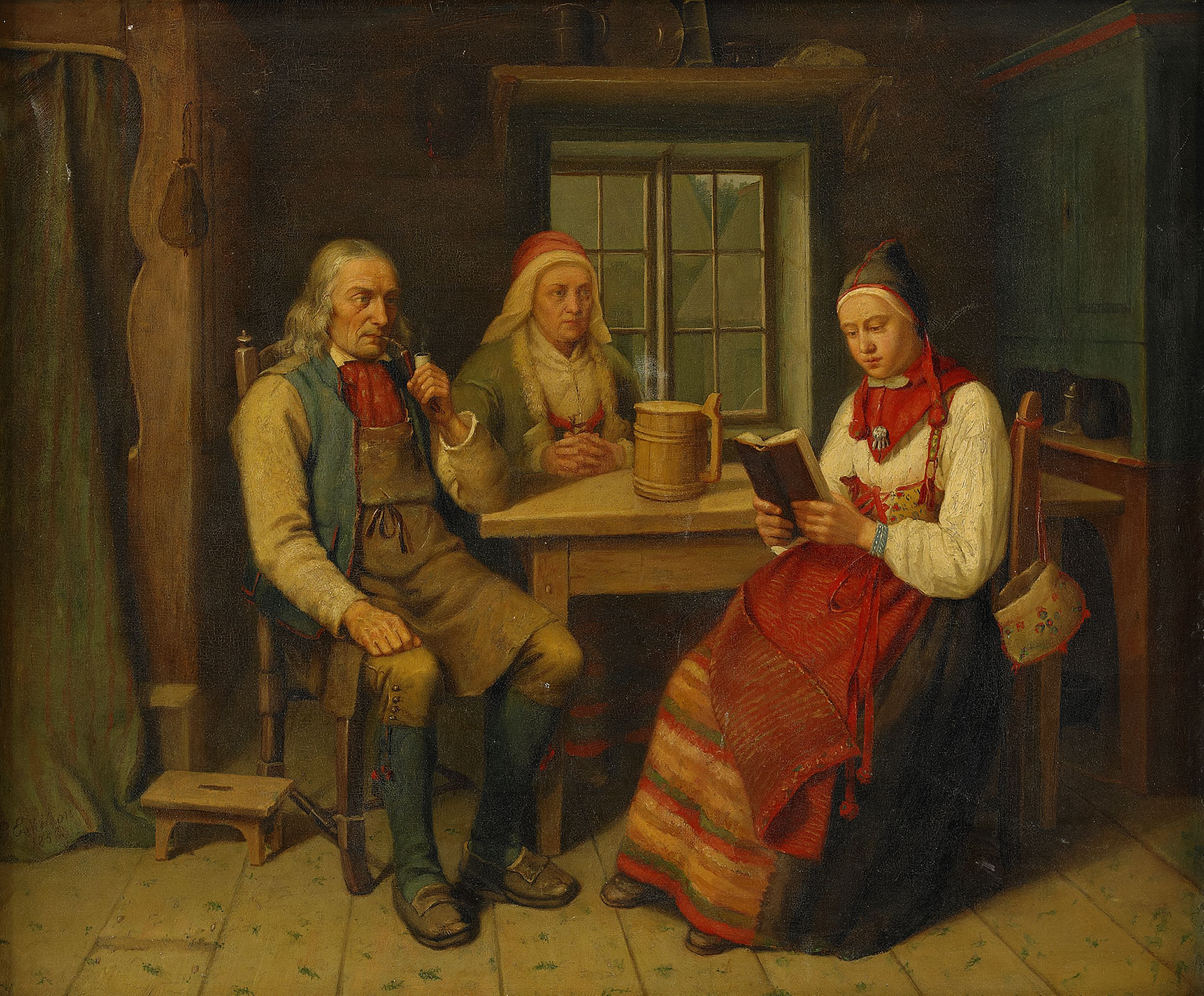
Leggere ad alta voce, (1856).